# Turnia nad Składem
Turnia nad Składem (ang. Depot Crag) – niewielka turnia na Wyspie Króla Jerzego, nazwana latem 1979/1980 przez uczestnika zespołu geologów polskiej ekspedycji polarnej Andrzeja Paulo od odnalezionego w tym rejonie brytyjskiego składu. Na turni znajdują się gniazdowiska petreli.